# Acacia zanzibarica
Acacia zanzibarica är en ärtväxtart som först beskrevs av Spencer Le Marchant Moore, och fick sitt nu gällande namn av Paul Hermann Wilhelm Taubert. Acacia zanzibarica ingår i släktet akacior, och familjen ärtväxter. Inga underarter finns listade i Catalogue of Life.